# Elecciones municipales de Taipéi de 1960
Las elecciones municipales de Taipéi de 1960 tuvieron lugar el 24 de abril de 1960 y el 15 de enero de 1961 con el objetivo de elegir al Alcalde de la Capital Provisional para el período 1960-1964 y a los miembros del Concejo Municipal para el período 1961-1964.  Una reforma realizada durante el mandato de Huang Chi-jui, del Kuomintang, en el poder desde 1957, había extendido el mandato de tres a cuatro años. Huang se presentó a la reelección para un segundo y último mandato. El exalcalde Henry Kao Yu-shu, del Partido Socialista Democrático de China inicialmente estuvo dispuesto a presentarse para competir contra él, pero finalmente se retiró de las elecciones luego de que fuera rechazado su pedido de tener observadores designados por él que garantizaran la trasnparencia de los comicios. Denunciando que, en tales condiciones, una elección libre era imposible, boicoteó la votación.
Huang fue de este modo reelegido con el 79.55% de los votos, la cifra más alta jamás lograda por un alcalde electo de Taipéi. Su único oponente, Lin Qingan, candidato independiente que había obtenido el 0.52% en las anteriores elecciones, logró capitalizar el 20.45% restante. La participación fue del 68.60% del electorado registrado, notoriamente más baja que en los anteriores comicios, y el número de votos en blanco o anulados (19.792) y de papeletas no marcadas (437) fue el más alto jamás registrado en una elección municipal de Taipéi. Huang fue juramentado el 2 de junio para su segundo mandato.

## Resultados
|  | 79.55 % |

|  | 20.45 % |

|  | 93.10 % |

|  | 6.75 % |

|  | 0.15 % |

|  | 100.00 % |

|  | 68.60 % |